# Agnes Moorehead
Agnes Robertson Moorehead (Clinton, 6 dicembre 1900 – Rochester, 30 aprile 1974) è stata un'attrice statunitense.

## Biografia
Nata nel Massachusetts, figlia di un pastore presbiteriano, John Henderson Moorehead, e di una ex-cantante, Mildred McCauley, all'età di tre anni ebbe la sua apparizione pubblica nella chiesa del padre recitando la Preghiera del Signore. Cresciuta a St. Louis (Missouri), terminati gli studi nel 1918, si dedicò all'insegnamento di letteratura inglese. Si laureò in biologia nel 1923 al Muskingum College, conseguendo in seguito un master all'Università del Wisconsin. Appassionata di teatro, frequentò a New York l'American Academy of Dramatic Arts, presso cui si diplomò nel 1929.

### Gli anni quaranta

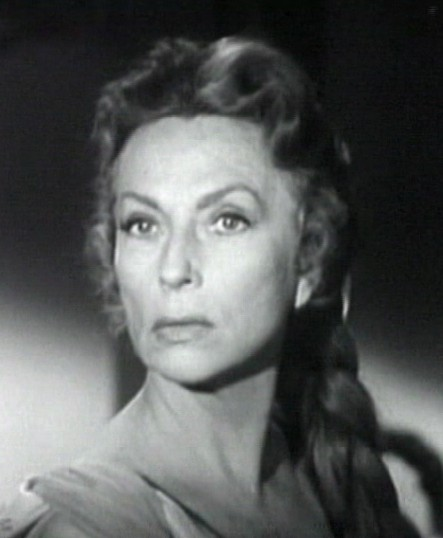
Agnes Moorehead nel film Il mostro che uccide (1959)

Dopo una lunga esperienza sul palcoscenico, venne notata da Orson Welles, che la fece debuttare sul grande schermo nel ruolo della madre di Charles Foster Kane, il protagonista del suo capolavoro Quarto potere (1941). L'anno seguente fu nuovamente diretta da Welles nel film corale L'orgoglio degli Amberson (1942), per cui l'attrice si guadagnò la prima candidatura all'Oscar, nonché uno dei New York Film Critics Circle Awards.
Dalla fine degli anni quaranta fino ai primi anni sessanta, Agnes Moorehead è stata una delle caratteriste più richieste del cinema hollywoodiano, grazie al suo viso amaramente espressivo e all'intensità del suo temperamento drammatico. Tra i suoi migliori film vanno ricordati La signora Parkington (1944) di Tay Garnett, Johnny Belinda (1948) di Jean Negulesco, per entrambi i quali ottenne una candidatura all'Oscar. Ancora accanto a Orson Welles, recitò in Terrore sul Mar Nero (1943) di Norman Foster e in La porta proibita (1944) di Robert Stevenson. In questi, e nei film successivi, la Moorehead cominciò a delineare il personaggio che ricorrerà più volte nella propria carriera: la borghese bisbetica e invadente, dalla voce antipatica e dalle battute sarcastiche, personaggio che sarà alla base anche del suo successo televisivo di maggior durata nella serie di telefilm Vita da strega.
Tra i suoi ruoli più significativi La stirpe del drago in cui, truccata con gli occhi a mandorla, interpreta una donna orientale; Gli amanti di Venezia in cui grazie a un sapiente make-up si trasforma nell'ultracentenaria Giuliana; La fuga in cui è una subdola assassina; il decennio si chiude con il ruolo di una cinica usuraia in Il grande peccatore. Ruoli spesso negativi, ma apprezzati da critica e pubblico per la grande professionalità dell'attrice.

### Gli anni cinquanta
All'inizio del nuovo decennio i ruoli della Moorehead sembrano virare verso personaggi meno spigolosi: la direttrice di un carcere femminile in Prima colpa (1950), la madre di un giovane infelice che minaccia di lanciarsi dall'alto di un grattacielo in 14ª ora, l'amica premurosa di una donna rimasta cieca per un incidente in Magnifica ossessione di Douglas Sirk. Lo stesso regista la riconfermò per un ruolo del tutto simile nel successivo Secondo amore, girato con lo stesso cast di attori.
Nel 1958 Agnes Moorehead venne anche in Italia per girare La tempesta sotto la regia di Alberto Lattuada e vi tornò qualche anno dopo per le riprese di Jessica nel ruolo di un'arcigna siciliana che disapprova la nuova levatrice arrivata in paese.

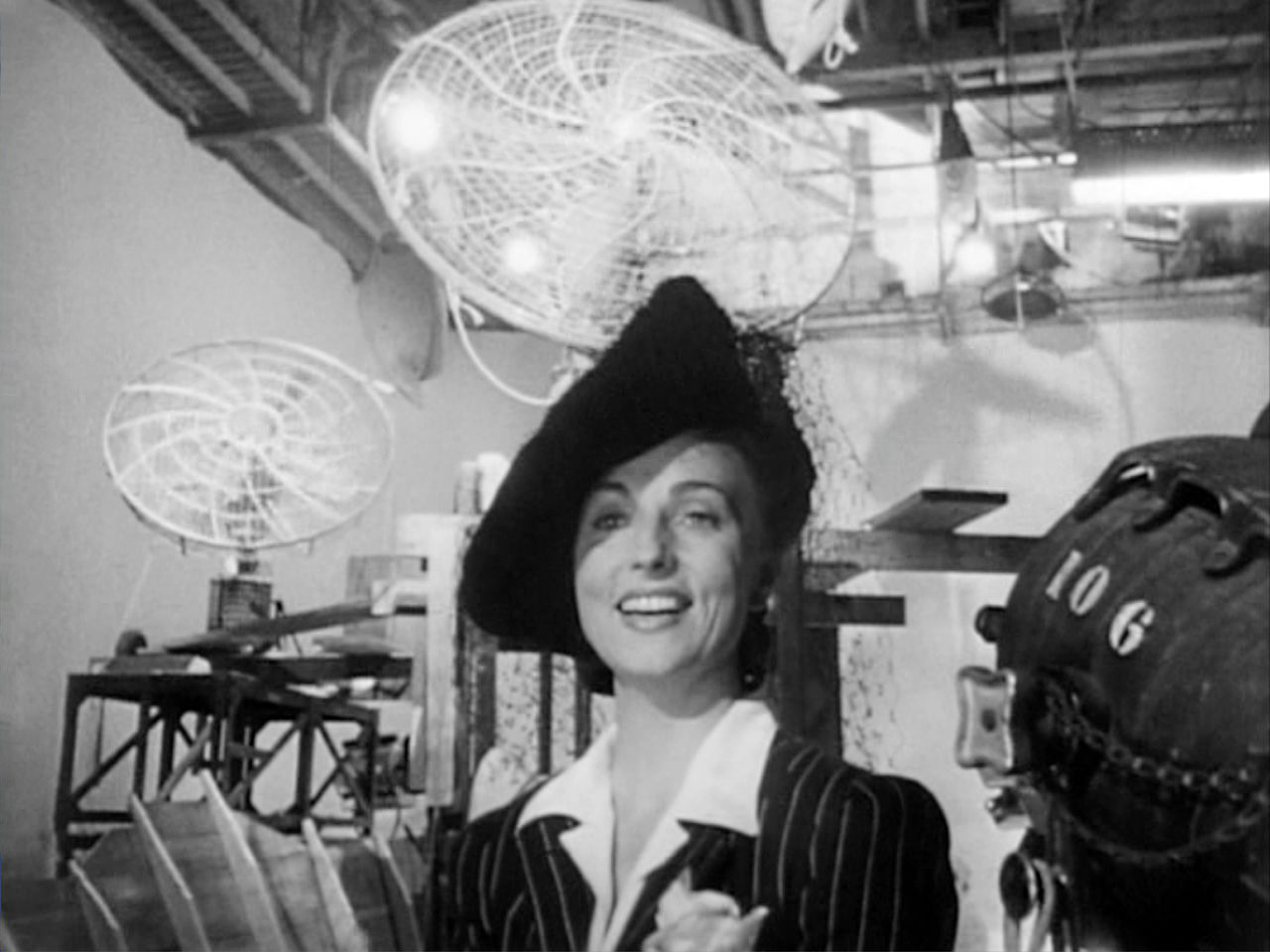
Agnes Moorehead nel trailer del film Citizen Kane (1940)

### Gli anni sessanta
Tra le sue ultime interpretazioni cinematografiche si ricordano quelle della signora turbata dalla morte nel film Il segreto di Pollyanna (1960) e dell'acida governante di Bette Davis nel thriller Piano... piano, dolce Carlotta (1964) di Robert Aldrich, per cui ottenne la sua ultima candidatura agli Academy Awards. Attiva con successo anche in teatro e alla radio, dal 1964 al 1972 l'attrice riscosse un grandissimo successo interpretando il ruolo di Endora, eccentrica strega madre dell'avvenente Samantha (impersonata da Elizabeth Montgomery) sposata ad un mortale, nella sitcom Vita da strega. Nonostante le sei candidature agli Emmy per la sua interpretazione, ottenne il premio come miglior attrice non protagonista nella serie Selvaggio West, in cui apparve solo in un episodio (1967).

## Vita privata
Moorehead sposò l'attore John Griffith Lee nel 1930, ma la coppia divorziò nel 1952. Nel 1954 sposò l'attore Robert Gist, ma i due divorziarono nel 1958. Moorehead non ebbe figli, e nel corso della sua carriera fu anche considerata lesbica. In un'intervista Paul Lynde, un interprete principale in Vita da strega, disse "tutto il mondo sa che Moorehead è lesbica". In un'intervista Moorehead confermò di aver avuto relazioni lesbiche o bisessuali.

### Morte
Agnes Moorehead morì, all'età di 73 anni, il 30 aprile 1974 a Rochester (Minnesota, Stati Uniti d'America) dopo che le venne diagnosticato un cancro all'utero che, in breve tempo, si estese anche ai polmoni.
Molte fonti segnalano le coincidenze di morte per tumore di molti attori e attrici che lavorarono nel film Il conquistatore (1956), tanto da far parlare di "set cancerogeno". Ma in seguito anche il set del telefilm Vita da strega fece molte vittime attorno agli anni novanta e la leggenda metropolitana del set maledetto toccò anche quello del telefilm.

## Filmografia parziale

### Cinema
- Quarto potere (Citizen Kane), regia di Orson Welles (1941)
- L'orgoglio degli Amberson (The Magnificent Ambersons), regia di Orson Welles (1942)
- Dedizione (The Big Street), regia di Irving Reis (1942)
- Terrore sul Mar Nero (Journey Into Fear), regia di Norman Foster (1943)
- The Youngest Profession, regia di Edward Buzzell (1943)
- Se non ci fossimo noi donne...! (Government Girl), regia di Dudley Nichols (1943)
- La porta proibita (Jane Eyre), regia di Robert Stevenson (1943)
- Da quando te ne andasti (Since You Went Away), regia di John Cromwell (1944)
- La stirpe del drago (Dragon Seed), regia di Jack Conway (1944)
- La settima croce (The Seventh Cross), regia di Fred Zinnemann (1944)
- La signora Parkington (Mrs. Parkington), regia di Tay Garnett (1944)
- ...e domani il mondo (Tomorrow, the World!), regia di Leslie Fenton (1944)
- Dinamite bionda (Keep Your Powder Dry), regia di Edward Buzzell (1945)
- Il sole spunta domani (Our Vines Have Tender Grapes), regia di Roy Rowland (1945)
- Sua altezza e il cameriere (Her Highness and the Bellboy), regia di Richard Thorpe (1945)
- La fuga (Dark Passage), regia di Delmer Daves (1947)
- Gli amanti di Venezia (The Lost Moment), regia di Martin Gabel (1947)
- Summer Holiday, regia di Rouben Mamoulian (1948)
- La castellana bianca (The Woman in White), regia di Peter Godfrey (1948)
- La città della paura (Station West), regia di Sidney Lanfield (1948)
- Johnny Belinda, regia di Jean Negulesco (1948)
- Il ritorno del campione (The Stratton Story), regia di Sam Wood (1949)
- Il grande peccatore (The Great Sinner), regia di Robert Siodmak (1949)
- Without Honor, regia di Irving Pichel (1949)
- Il grande avventuriero (Black Jack), regia di Julien Duvivier e José Antonio Nieves Conde (1950)
- Prima colpa (Caged), regia di John Cromwell (1950)
- 14ª ora (Fourteen Hours), regia di Henry Hathaway (1951)
- L'avventuriero di New Orleans (Adventures of Captain Fabian), regia di William Marshall (1951)
- Show Boat, regia di George Sidney (1951)
- Più forte dell'amore (The Blue Veil), regia di Curtis Bernhardt e, non accreditato, Busby Berkeley (1951)
- L'urlo della foresta (The Blazing Forest), regia di Edward Ludwig (1952)
- Storia di tre amori (The Story of Three Loves), regia di Vincente Minnelli (1953)
- L'orfana senza sorriso (Scandal at Scourie), regia di Jean Negulesco (1953)
- Main Street to Broadway, regia di Tay Garnett (1953)
- Teste rosse (Those Redheads from Seattle), regia di Lewis R. Foster (1953)
- Magnifica ossessione (Magnificent Obsession), regia di Douglas Sirk (1954)
- Carovana verso il Sud (Untamed), regia di Henry King (1955)
- Secondo amore (All That Heaven Allows), regia di Douglas Sirk (1955)
- La mano sinistra di Dio (The Left Hand of God), regia di Edward Dmytryk (1955)
- Il conquistatore (The Conqueror), regia di Dick Powell (1956)
- Donne... dadi... denaro! (Meet Me in Las Vegas), regia di Roy Rowland (1956)
- Il cigno (The Swan), regia di Charles Vidor (1956)
- Femmina ribelle (The Revolt of Mamie Stover), regia di Raoul Walsh (1956)
- Mezzogiorno di... fifa (Pardners), regia di Norman Taurog (1956)
- Sesso debole? (The Opposite Sex), regia di David Miller (1956)
- La vera storia di Jess il bandito (The True Story of Jesse James), regia di Nicholas Ray (1957)
- Un solo grande amore (Jeanne Eagles), regia di George Sidney (1957)
- L'albero della vita (Raintree County), regia di Edward Dmytryk (1957)
- L'inferno ci accusa (The Story of Mankind), regia di Irwin Allen (1957)
- La tempesta, regia di Alberto Lattuada (1958)
- Questa è la mia donna (Night of the Quarter Moon), regia di Hugo Haas (1959)
- Il mostro che uccide (The Bat), regia di Crane Wilbur (1959)
- Il segreto di Pollyanna (Pollyanna), regia di David Swift (1960)
- Twenty Plus Two, regia di Joseph M. Newman (1961)
- Uno scapolo in paradiso (Bachelor in Paradise), regia di Jack Arnold (1961)
- Jessica, regia di Jean Negulesco (1962)
- La conquista del West (How the West Was Won), regia di John Ford e Henry Hathaway (1962)
- Dove vai sono guai! (Who's Minding the Store?), regia di Frank Tashlin (1963)
- Piano... piano, dolce Carlotta (Hush...Hush, Sweet Charlotte), regia di Robert Aldrich (1964)
- Dominique (The Singing Nun), regia di Henry Koster (1966)
- I raptus segreti di Helen (What's the Matter with Helen?), regia di Curtis Harrington (1971)
- Cara dolce Delilah...morta (Dear Dead Delilah), regia di John Farris (1972)

### Televisione
- Climax! – serie TV, episodi 2x41-3x34 (1956-1957)
- Le grandi fiabe (Shirley Temple's Storybook) – serie TV, episodi 1x13-2x01-2x12 (1958)
- The DuPont Show of the Month – serie TV, episodio 1x07 (1958)
- General Electric Theater – serie TV, episodio 7x22 (1959)
- Gli uomini della prateria (Rawhide) – serie TV, episodio 3x08 (1960)
- Avventure in paradiso (Adventures in Paradise) – serie TV, episodio 2x05 (1960)
- The Chevy Mystery Show – serie TV, episodio 1x11 (1960)
- Ai confini della realtà (The Twilight Zone) – serie TV, episodio 2x15 (1961)
- La legge di Burke (Burke's Law) – serie TV, episodi 1x14-1x31-2x28 (1963-1965)
- The Greatest Show on Earth – serie TV, episodio 1x28 (1964)
- Vita da strega (Bewitched) – serie TV, 254 episodi (1964-1972)
- Selvaggio west (The Wild Wild West) – serie TV, episodio 2x20 (1967)
- Lancer – serie TV, episodio 2x09 (1969)
- Il virginiano (The Virginian) – serie TV, episodio 9x06 (1970)

## Riconoscimenti
- Premio Oscar
  - 1943 – Candidatura alla miglior attrice non protagonista per L'orgoglio degli Amberson
  - 1945 – Candidatura alla miglior attrice non protagonista per La signora Parkington
  - 1949 – Candidatura alla miglior attrice non protagonista per Johnny Belinda
  - 1965 – Candidatura alla miglior attrice non protagonista per Piano... piano, dolce Carlotta

## Doppiatrici italiane
- Wanda Tettoni in L'orgoglio degli Amberson, La signora Parkington, 14ª ora, Più forte dell'amore, L'orfana senza sorriso, Secondo amore, Il conquistatore, Mezzogiorno... di fifa, Sesso debole?, L'albero della vita, La tempesta, Uno scapolo in paradiso, La conquista del West, Dove vai sono guai!, Dominique
- Franca Dominici in Dedizione, La fuga, La città della paura, Johnny Belinda, Il grande peccatore, Prima colpa, Carovana verso il Sud, La mano sinistra di Dio, Donne... dadi... denaro, Piano... piano, dolce Carlotta
- Tina Lattanzi in Terrore sul Mar Nero, Se non ci fossimo noi donne...!, Da quando te ne andasti, Storia di tre amori, Il cigno, Femmina ribelle
- Giovanna Scotto in L'avventuriero di New Orleans, L'urlo della foresta, Magnifica ossessione, La storia di Jess il bandito, Un solo grande amore
- Rina Morelli in La castellana bianca, Il mostro che uccide, Il segreto di Pollyanna
- Marcella Rovena in La porta proibita
- Clara Ristori in Show Boat
- Lydia Simoneschi in Jessica
- Dhia Cristiani in Quarto potere (ridoppiaggio 1965)
- Benita Martini in Vita da strega
- Anna Miserocchi in L'orgoglio degli Amberson (ridoppiaggio)
- Gianna Piaz in L'avventuriero di New Orleans (ridoppiaggio)